# Czy dużo człowiekowi trzeba ziemi?
Czy dużo człowiekowi trzeba ziemi? (ros. Много ли человеку земли нужно?) – opowiadanie Lwa Tołstoja opublikowane po raz pierwszy w 1886 roku. 

## Treść
Głównym bohaterem jest chłop Jefim Pachom. Pewnego dnia jest on świadkiem sporu jaki wybuchł pomiędzy jego żoną i jej siostrą na temat: czy lepiej jest mieszkać w mieście czy na wsi. Wówczas rzekł do siebie: "Gdybym miał ziemi pod dostatkiem to i samego diabła bym się nie bał". Wówczas diabeł, który siedział za piecem i wszystko słyszał powiedział: "Dobrze zmierzymy swoje siły, dam ci ziemi".
Jakiś czas później dziedziczka, mieszkająca w pobliżu sprzedaje swój majątek. Okoliczni chłopi nabywają jej grunty. Także Pachom kupuje ziemię i dzięki pracy z dodatkowych gruntów jest w stanie spłacić swoje długi i żyć bardziej komfortowo niż dotychczas. Jednak wraz ze wzrostem majątku wzrasta jego zaborczość i chciwość. Staje się podejrzliwy wobec sąsiadów i ciągle się ze wszystkimi kłóci. Kiedy dowiaduje się, że nad Wołgą jest tani grunt do sprzedania, przenosi się tam z rodziną. Żyją bardziej zamożnie, ale Pachomowi ciągle mało.
Jakiś czas później dowiaduje się, że Baszkirowie, mający ziemi pod dostatkiem, sprzedają grunt. Udaje się do nich z prezentami i propozycją kupna. Okazuje się, że ich oferta jest nietypowa. Za cenę tysiąca rubli, Pachom może zagarnąć tyle ziemi ile zdoła obejść w ciągu jednego dnia. Jeśli jednak do końca dnia nie zdoła wrócić do miejsca, z którego wyszedł - przepada i jego ziemia i pieniądze. Pachom przystał na tę ofertę i był zachwycony, gdyż liczył na to, że zagarnie obszar, który uczyni go bogatym. Spokój zakłócił mu tylko koszmarny sen, widział w nim siebie martwego u stóp diabła, który się śmiał.
Następnego dnia z samego rana rozpoczął obchód i zaznaczanie pola. Wkrótce jednak zorientował się, że odszedł daleko od punktu wyjścia i może nie zdążyć wrócić przed zachodem słońca. Rozpoczął więc bieg z powrotem. Słońce z wolna zachodziło, jednak Pachom widział już dopingujących go Baszkirów – był blisko celu. Dobiegł do nich – ci zaczęli gratulować mu sukcesu, jednak Pachom padł z wyczerpania. Okazało się, że nie żyje.
Zmarłego z wyczerpania Pachoma jego sługa grzebie w zwykłym grobie o zaledwie dwóch metrach długości – ironicznie odpowiadając na pytanie postawione w tytule opowiadania.